# David-Emil Wickström

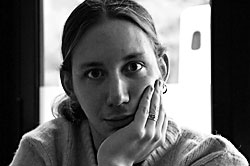
David-Emil Wickström

David-Emil Wickström (* 18. Oktober 1978 in Bergen (Norwegen)) ist ein Musikwissenschaftler in Deutschland. Seit 2014 ist er Professor an der Popakademie Baden-Württemberg.

## Leben
David-Emil Wickström, Sohn des aus Schweden stammenden Finanzwissenschaftlers Bengt-Arne Wickström und seiner US-amerikanischen Ehefrau, wuchs in Norwegen, Österreich und Deutschland auf. Nach dem Abitur 1999 an der Schiller-Oberschule Berlin studierte er Musikwissenschaft und Skandinavistik an der Humboldt-Universität zu Berlin und der Universität Bergen. 2003 erwarb er in Bergen den akademischen Grad eines candidatus philologiae in Ethnomusikologie mit einer Arbeit über traditionelle norwegische Vokalmusik. Nach Forschungen in Deutschland, Russland und Dänemark wurde er 2009 von der Universität Kopenhagen mit einer Arbeit über populäre Musik im postsowjetischen Raum promoviert. Seit 2010 ist er an der Popakademie Baden-Württemberg tätig, seit 2014 als Professor.
Wickström spricht Englisch, Schwedisch, Norwegisch als Muttersprachen, fließend Deutsch und Esperanto, sowie Russisch und Französisch. Von 1996 bis 2007 engagierte Wickström sich in der Deutschen Esperanto-Jugend und der Welt-Esperanto-Jugend TEJO, zuletzt als deren Präsident.
Er lebt in Mannheim.